# Biatora sphaeroidiza
Biatora sphaeroidiza är en lavart som först beskrevs av Vain., och fick sitt nu gällande namn av Printzen & Holien. Biatora sphaeroidiza ingår i släktet Biatora och familjen Ramalinaceae.  Arten är reproducerande i Sverige. Inga underarter finns listade i Catalogue of Life.